# Verein der Leitenden Spitalärzte der Schweiz
Der Verein der Leitenden Spitalärzte der Schweiz (VLSS) ist Interessenvertreter der Chefärzte und Leitenden Ärzte (Kaderärzte) in der Schweiz, mit Sitz in Bern. Zurzeit (2017/18) sind ca. 1200 in der Schweiz tätigen Kaderärzte seine Mitglieder.
Zu Tätigkeit des VLSS gehört, insbesondere auf dem Gebiet des Spitalwesens:
- Bearbeitung gesundheitspolitischer Fragen
- Stellungnahmen zu Gesetzes- und Verordnungsentwürfen im Vernehmlassungsverfahren
- Interessenvertretung in:
  - Arbeitsgruppe Gesundheitspolitik des Schweizerischen Gewerbeverbandes
  - regelmässigen Sitzungen mit der Schweizerischen Gesundheitsdirektorenkonferenz (GDK)
  - gegenüber H+ Die Spitäler der Schweiz.

Seit 2006 ist der VLSS Basisorganisation der Ärztekammer Verbindung der Schweizer Ärztinnen und Ärzte (FMH), wo er die Interessen seiner Mitglieder im Zentralvorstand, in der Delegiertenversammlung und andern Gremien der FMH vertritt. Der VLSS wirkt auch bei der Weiterbildungs- und Fortbildungsordnung der FMH mit.
Im Weiteren möchte VLLS, gemäss Eigendarstellung, eine hochstehende ärztliche Versorgung in den Spitälern gewährleisten und zur Qualitätssicherung beitragen wie auch die berufliche Förderung der Leitenden Spitalärzte vorantreiben und ihre wirtschaftlichen und sozialen Bedingungen laufend verbessern.
Der Verein bietet, über seine 1996 gegründete Vorsorgestiftung VLSS, auch berufliche Vorsorge an («Kadervorsorge des VLSS», Valitas AG). Im Weiteren eine Rechtsberatung, die auch Nichtmitgliedern offen ist.
VLSS publiziert in der Schweizerischen Ärztezeitung.